# Adoretus mus
Adoretus mus är en skalbaggsart som beskrevs av Gilbert John Arrow 1914. Adoretus mus ingår i släktet Adoretus och familjen Rutelidae. Inga underarter finns listade i Catalogue of Life.